# Пробки і відклади газових гідратів
Пробки і відклади газових гідратів (рос. пробки и отложения газовых гидратов; англ. gas hydrate blocks and deposits, нім. Stopfen m pl und Ablagerungen f pl der Gashydrate) — щільні утворення (накопичення) газових гідратів (в основному гідрату метану) на робочій поверхні трубопроводів у свердловині, системі збирання і транспортування газу.

## Утворення гідратів у свердловинах

Рис. 1. — Зміна температури по стовбуру свердловини
Дебіт (тис. м^{3}/доб);
1 ‒ 700; 2 ‒ 500;
3 ‒ 300; 4 ‒ 100; 5 ‒ 10;
6 ‒ геотермічний коефіцієнт;
7 ‒ 9 ‒ рівноважні температури утворення гідратів відповідно на другий, шостий і дев'ятий рік розробки.
Рис. 2. — Зміна тиску і температури газу, рівноважної температури утворення гідратів залежно від дебіту свердловини
1 ‒ тиск на гирлі свердловини;
2 ‒ температура на гирлі;
3 ‒ температура утворення гідратів;
4 ‒ зона безгідратної експлуатації. Рис. 3. — Графік визначення місця утворення гідратів у свердловинах
Дебіт (тис. м^{3}/доб);
1 ‒ 20; 2 ‒ 30; криві:
3 ‒ геотермічного градієнта;
4 ‒ рівноважної температури утворення гідратів

У ряді випадків між вибоєм і гирлом свердловини виникають умови (склад, вологість, тиск, температура тощо), сприятливі для утворення гідратів. У більшості ж випадків температура газу на вибої свердловини при русі газу вгору може стати нижчою температури гідратоутворення. В результаті свердловина забивається гідратами.
Зміну температури газу вздовж стовбура і на гирлі свердловини можна визначити за допомогою глибинних термометрів або розрахунковим шляхом за вище наведеними залежностями.
Аналіз факторів, що впливають на зміну температури по стовбуру свердловин, показує, що тепловий режим в процесі її експлуатації змінюється залежно від дебіту: зі збільшенням дебіту температура газового потоку по стовбуру підвищується (рис. 1). Таким чином, при регулюванні дебіту можна змінювати температуру утворення гідратів. Це добре видно з рисунка 2. Тиск на гирлі р, температура газу на гирлі Т і рівноважна температура утворення гідратів змінюються залежно від дебіту свердловини. Для умов, що розглядаються режим безгідратної експлуатації забезпечується при дебіті від 1 млн до 7 млн м3/добу. Оптимальний дебіт, що забезпечує максимальний запас температури, становить приблизно 3 млн м3/добу.
Температура утворення гідратів в стовбурі свердловини при заданій витраті залежить також від діаметра колони: режим безгідратної експлуатації зсувається в бік більших оптимальних дебітів зі збільшенням діаметра.
Вплив зміни діаметра фонтанних труб і витрати газу на температуру гідратоутворення необхідно враховувати при виборі режиму роботи свердловин. Слід відзначити, що існує такий дебіт, при якому температура газу на гирлі максимальна і подальше підвищення дебіту призводить до зниження температури. В цьому випадку створюються умови, сприятливі для утворення гідратів. Пояснюється це тим, що при дуже великій витраті газу втрати тиску збільшуються настільки, що зниження температури за рахунок ефекту Джоуля — Томсона починає переважати над підвищенням її за рахунок високих швидкостей газу в свердловині.
Місце випадання гідратів у свердловинах залежить від багатьох факторів. Визначають його по точках перетину рівноважних кривих утворення гідратів і зміни температур по стовбуру свердловин (рис. 3.). Утворення гідратів у стовбурі свердловини можна помітити по зниженню робочого тиску на гирлі свердловини і зменшенню дебіту газу.

## Ліквідація відкладів газових гідратів
Ліквідація відкладів газових гідратів в обв'язці свердловини та промислових трубопроводах здійснюється шляхом:
- інтенсивного зовнішнього нагрівання місць утворення гідратів або подавання гарячого агента безпосередньо на гідратну пробку;
- розкладення гідратів шляхом введення великої порції антигідратного інгібітору;
- руйнування гідратної пробки шляхом різкого одностороннього зниження тиску (продування газу в атмосферу);
- розкладення гідратів зниженням тиску з обох сторін гідратної пробки з наступним продуванням газу в атмосферу;
- зупинки подавання газу на конкретний період часу, достатній для розкладання гідратів теплом довколишньої породи, з наступним продуванням в атмосферу.

Якщо перепад тиску в штуцері викликає гідратоутворення, то це явище має бути попереджено одним із методів:
- шляхом обігрівання гарячою рідиною вузла встановлення штуцера і викидної лінії від штуцера до кінця ділянки, яка охолоджується в результаті перепаду тиску в штуцері;
- застосуванням багатоступінчастих штуцерів;
- подаванням антигідратних інгібіторів у викидну лінію безпосередньо перед місцем встановлення штуцера. Подавання інгібітору повинно відбуватися із посудини високого тиску, розрахунковий робочий тиск якої повинен бути вищим максимального тиску у свердловині.

Ліквідація гідратних пробок (корків) методом зниження тиску полягає в порушенні рівноважного стану гідратів, через що відбувається їх розкладання. Тиск знижують трьома способами: відключають ділянку газопроводу, де утворилася пробка, і з двох сторін через продувні свічки випускають газ в атмосферу; перекривають лінійний кран з одного боку і випускають в атмосферу газ, що міститься між пробкою і одним із перекритих кранів; відключають ділянку газопроводу з обох боків пробки і випускають в атмосферу газ, що міститься між пробкою і одним із перекритих кранів. Найкращі результати одержують в першому випадку, хоч і за великих втрат газу. В другому і третьому випадках одностороннє зниження тиску може призвести до аварії. Після розкладання гідратів свердловину продувають, але при цьому часто не враховуються можливості накопичення рідинних вуглеводнів на продувній ділянці і утворення повторних гідратоводяних пробок за рахунок різкого зниження температури.
У тих випадках, коли тиск у газопроводі помітно перевищує тиск гідратоутворення, пропонується для попередження процесу гідратоутворення метод дроселювання, який полягає в наступному: на трасі газопроводу, в точці, де температура газу знижується до 1—3 °C, встановлюється газовий сепаратор для вловлювання крапельної рідини. Після її відділення тиск газу знижують на 0,1—0,2 МПа, в результаті чого точка роси газу (по воді) знижується, так як вологовміст газу при нижчому тиску і тій же температурі (3 °C) значно вищий. Зниження точки роси газу при зниженні тиску тільки на 0,1 МПа становить бл. 5 °C. Отже, метод редуціювання для попередження гідратоутворення в ряді випадків виявляється ефективним і дає змогу відмовитися від інших методів, які вимагають значних витрат праці і засобів.
Ліквідація гідратних пробок (корків) у трубопроводах природних і стиснутих газів методом підігрівання полягає в підвищенні температури вище рівноважної температури утворення гідратів, що призводить до розкладання газогідратів. На практиці трубопровід підігрівають гарячою водою або парою. Принципово новим методом боротьби з утворенням гідратів у трубопроводах є застосування електромагнітних хвиль надвисокочастотного (НВЧ) діапазону. За наявності гідратів у газопроводі його діелектричне заповнення, з точки зору електродинаміки, буде неоднорідним. Викликавши в газопроводі електромагнітну хвилю з умовою λ < λкр (λ — робоча довжина хвилі, λкр — критична довжина хвилі в круглому хвилеводі заданого діаметра), одержимо її згасні розповсюдження, причому основне згасання хвилі буде спостерігатися в конденсованих фазах — гідратах і воді. Поглинена енергія електромагнітної хвилі буде розсіюватися у вигляді тепла і нагрівати в першу чергу саме гідрати і воду — речовини зі значними діелектричними втратами.
Розроблено також новий, комбінований спосіб розкладання гідратів шляхом теплоакустичного діяння. Руйнування гідратного шару проводилося спільним впливом випромінювального акустичного перетворювача (ВАП) і теплоелектричного нагрівача. Встановлено, що зі збільшенням потужності, яка подається на ВАП, руйнування відкладених гідратів проходить інтенсивніше.